# Lampetis bahamica
Lampetis bahamica es una especie de escarabajo del género Lampetis, familia Buprestidae. Fue descrita científicamente por Fisher en 1925.